# Haitinger-Preis
Der Haitinger-Preis der Akademie der Wissenschaften in Wien geht auf eine im Jahr 1912 gegründete Stiftung des Chemikers und Fabrikdirektors Ludwig Camillo Haitinger (1860–1945) zurück, der diesen zu Ehren seines Vaters ausrichtete.
Haitinger war Mitarbeiter am Chemischen Laboratorium von Adolf Lieben an der Universität Wien. Er förderte die Radiumforschung und leitete als Mitarbeiter von Carl Auer von Welsbach die „Welsbach-Williams Ltd.“ in Wien-Atzgersdorf, später die „Österreichische Gasglühlicht-AG“. 1885 erfolgte die wegweisende Erfindung des Gasglühstrumpfes durch Carl Auer Freiherr von Welsbach, den er im Jahre 1891 gemeinsam mit seinem Mitarbeiter Ludwig Haitinger durch die Einführung des Thorium-Cer-Glühkörpers verbesserte. Sein Bruder Max Haitinger zählt zu den Begründern der modernen Fluoreszenzmikroskopie und der Fluoreszenzmarkierung. Ludwig Haitingers Ehefrau war die 1906 in Wien geborene Schriftstellerin Marianne Haitinger.
Der Preis wurde letztmals im Jahre 1954 verliehen.

## Preisträger (Auswahl)
- 1905 Friedrich Hasenöhrl
- 1908 Marian Smoluchowski
- 1914 Karl Przibram
- 1917 Felix Ehrenhaft
- 1919 Max Bamberger, Julius Zellner
- 1920 Erwin Schrödinger
- 1922 Alois Zinke für kondensierte Ringsysteme[2]
- 1926 Georg Stetter
- 1928 Fritz Kohlrausch
- 1929 Fritz Feigl
- 1933 Elizabeth Rona und Berta Karlik
- 1936 Marietta Blau und Hertha Wambacher
- 1947 Berta Karlik